# Jean III. de Vergy

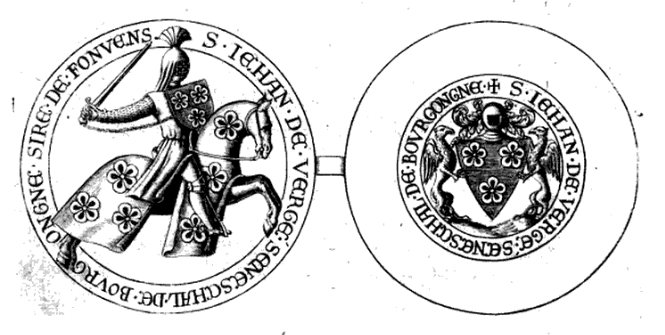
Siegel des Jean de Vergy Herr von Fouvent

Jean III. de Vergy genannt le Grand († 25. November 1418) war ein burgundischer Adliger und Militär. Er war Seigneur de Fouvent, de Vignory, de Champlitte, de Port-sur-Saône, Autrey, sowie Seneschall, Marschall und Gouverneur der Freigrafschaft Burgund.

## Leben
Jean III. de Vergy gehörte dem Haus Vergy an. Er war der Sohn von Jean II. de Vergy, genannt le Borgne (der Einäugige, † 1353), Seigneur de Fouvent, de Champlitte, d’Autrey, Seneschall von Burgund, und Gillette de Vienne. Sein Bruder war der Erzbischof von Besançon (1371–1391) und Pseudokardinal (ab 1391) Guillaume de Vergy († 1409).
1394 traten er, sein Sohn Guillaume und dessen Frau Isabelle von Rappoltstein ihre Rechte an Faucogney an Philipp den Kühnen, Herzog von Burgund, ab.
Jean III. de Vergy starb am 25. November 1418 und wurde im Kloster Theuley bestattet. Sein Erbe wurde sein Enkel Jean IV. de Vergy, da dessen Vater Guillaume bereits 1396 gefallen war.

## Ehe und Familie
Er heiratete in erster Ehe am 31. August 1372 Jeanne de Chalon († 1380), Tochter von Jean de Chalon, Seigneur d’Arlay (Haus Chalon), und Marguerite de Mello, Dame de l'Hermine (Haus Mello); ihre gemeinsamen Kinder sind:
- Guillaume III. (X 28. September 1396 in der Schlacht bei Nikopolis), Seigneur de Port-sur-Saône, de Montenot, et d’Arc, Seneschall von Burgund; ∞ (Ehevertrag 20. März 1377) Isabella von Rappoltstein, Dame de Port-sur-Saône et de Vignory, 1396/1410 bezeugt, Tochter von Bruno I., Herr zu Rappoltstein (Haus Rappoltstein)
- Jacques, Seigneur de La Fauche (X 28. September 1396 in der Schlacht bei Nikopolis); ∞ vor 14. März 1388 Jeanne de Dampierre-Saint-Dizier († nach 18. August 1408), Dame des Roches-sur-Marne et de La Fauche, Tochter von Henri, Seigneur des Roches-sur-Marne und La Fauche (Haus Dampierre), Witwe von Guillaume de Grandson (Haus Grandson), sie heiratete 1398 in dritter Ehe Gautier de Savoisy und vor 13. August 1401 in vierter Ehe Ferry de Chardoigne († nach 18. August 1408)
- Antoine (* wohl 1375; † 29. Oktober 1439), Seigneur de Champlitte et de Rigney, Comte de Dammartin, Marschall von Frankreich, 1423 a. St. Generalkapitän und Gardien beider Burgund, 1427 Gouverneur von Champagne und Brie und des Bistums Langres, 1430 Ritter im Orden vom Goldenen Vlies (Nr. 5), testiert 27. April 1439, bestattet in Champlitte; ∞ (1) vor 1405 Jeanne de Rigney (* 1388; † 18. August 1420), Dame de Rigney et de Frolois, Erbtochter von Hugues, Seigneur de Rigney et de Frolois, Seneschall der Grafschaft Burgund; ∞ (2) 1430 Guillemette de Vienne († 29. September 1472), testiert 15. August 1472, Tochter von Philippe de Vienne, Seigneur de Roulans, sie heiratete am 8. November 1440 in zweiter Ehe Thiébaut VIII. de Neufchâtel, Seigneur de Châtel-sur-Moselle, 1433 Ritter im Orden von Goldenen Vlies (Nr. 36) († 21. Mai 1459)
- Marie († 29. März 1407 a. St.); ∞ 10. Mai 1390 Konrad III. von Freiburg, 1397 Graf von Neuenburg († 16. April 1424) (Haus Freiburg)

In zweiter Ehe heiratete zwischen August 1401 und 26. September 1402 Jeanne de Vienne († wohl zwischen 1411 und 8. Oktober 1412), Tochter von Henri de Vienne, Seigneur de Mirebel, und Marguerite de Bauffremont, Witwe von Jean de Rougemont, Seigneur de Til-Châtel et de Ruffey, eventuell von Simon de Grandson, und Édouard de Saint-Dizier, Seigneur de Saint-Dizier, de Vignory et de Veuilly (Haus Dampierre).
Zudem hatte er mit Jeannette de Bourguignon einen unehelichen Sohn: Jean bâtard de Vergy († 1457), legitimiert 1430; ∞ Catherine d’Haraucourt († 1475), sie heiratete in zweiter Ehe Guillaume de Cicon, 1486 bezeugt.